# Storuman (sjö)
Storuman är en sjö i Storumans kommun i Lappland som ingår i Umeälvens huvudavrinningsområde. Sjön är 148 meter djup, har en yta på 171 kvadratkilometer och befinner sig 351 meter över havet.
Sjön genomflyts av Umeälven och har ett största djup av 148 meter. Vid sydöstra änden ligger tätorten Storuman.
Sjön består av två tydlig skiljbara delar. Den ca 30 kilometer långa nordvästra delen är smal och slingrande och omges av 400 till 500 meter höga, branta bergssidor. Här är sjön upp till 112 meter djup vid en samtidig bredd av 500 meter. Den sydöstra delen är upp till 6 kilometer bred med nästan jämnt förlöpande kustlinjer. I detta område finns en flack omgivning och framspringande sandiga uddar. I södra delen av sjön finns också ön Luspholmen.

## Delavrinningsområde
Storuman ingår i delavrinningsområde (723912-154287) som SMHI kallar för Utloppet av Storuman. Medelhöjden är 398 meter över havet och ytan är 524,36 kvadratkilometer. Räknas de 491 avrinningsområdena uppströms in blir den ackumulerade arean 6 656,67 kvadratkilometer. Avrinningsområdets utflöde Umeälven mynnar i havet. Avrinningsområdet består mestadels av skog (61 procent). Avrinningsområdet har 172,32 kvadratkilometer vattenytor vilket ger det en sjöprocent på 32,8 procent. Bebyggelsen i området täcker en yta av 3,21 kvadratkilometer eller 1 procent av avrinningsområdet.